# Mlakar
Mlakar je priimek v Sloveniji in tujini. V Sloveniji 8. najbolj pogost priimek, ki ga je po podatkih Statističnega urada Republike Slovenije na dan 31. decembra 2007 uporabljalo 4.000 oseb, na dan 1. januarja 2010 pa 4.002 osebi.   

## Znani slovenski nosilci priimka
- Albin Mlakar (1890—1946), častnik avstro-ogrske vojske
- Aleš Mlakar, krajinski arhitekt
- Alojzij Mlakar (1900—?), lazarist, misijonar, jezikoslovec, prevajalec
- Ana Mlakar (1922—1997), radijska napovedovalka, strokovnjakinja/predavateljica za tehniko govora
- Andrej Mlakar
  - Andrej Mlakar (*1952), filmski režiser
  - Andrej Mlakar (*1954), arhitekt
- Boris Mlakar (*1947), zgodovinar
- Cveta Mlakar (1919—2016), ekonomistka, univ. profesorica
- Dušan Mlakar (*1939), gledališki režiser, profesor AGRFT
- Franc Mlakar
  - Franc Mlakar (1857—1909), politik
  - Franc Mlakar (1931—2020), kegljavec
- France Mlakar (1921—1992), elektrotehnik, univ. profesor, publicist
- Frank Mlakar (1913—1967), pisatelj, urednik, publicist
- Ida Mlakar (*1956), mladinska pisateljica, pravljičarka, pesnica
- Iza Mlakar (*1995), odbojkarka
- Ivan Mlakar
  - Ivan Mlakar (1845—1914), teolog, stolni dekan
  - Ivan Mlakar (1932—2004), geolog
- Iztok Mlakar (*1961), kantavtor, gledališki igralec
- Jakob Mlakar (1875—1952), argonom, sadjar
- Jan Mlakar (*1998), nogometaš
- Jana Mlakar
  - Jana Mlakar (*1962), smučarska tekačica
  - Jana Mlakar, umetnostna zgodovinarka, muzealka
- Jana Mlakar Adamič (*1962), etnologinja, muzealka
- Janez Mlakar
  - Janez Mlakar (?—1904), prirodoslovec
  - Janez Mlakar (1895—1968), sindikalni in politični aktivist, prvoborec
  - Janez Mlakar (*1941), klinični psiholog, psihoterapevt
  - Janez Mlakar (*1944), hokejist
- Janko Mlakar
  - Janko Mlakar (1874—1953), duhovnik, planinski in humoristični pisatelj
  - Janko Mlakar, restavrator, rokodelec (izdelovalec replik, slik na steklo)
- Jelka Mlakar (*1947), radijska urednica
- Jernej Mlakar (1924—1982), pravnik, republiški inšpektor za delo
- Jože Mlakar
  - Jože Mlakar (1910—1961), gledališki igralec
  - Jože Mlakar (*1941), elektrotehik, univ. profesor
  - Jože Mlakar, biolog, ravnatelj Škofijske klasične gimnazije Šentvid
- Klara Mlakar (*1999), skladateljica (zborovska)
- Krištof Mlakar, direktor Holdinga Mesta Ljubljana
- Marijan Mlakar (1966—2019), glasbeni pedagog, jazz-pianist
- Marko Mlakar, smučarski skakalec, športni delavec
- Matjaž Mlakar (*1981), rokometaš
- Miha Mlakar, tenisač, trener, raziskovalec
- Milan Mlakar (1916—1989), slikar, grafični tehnik, pesnik
- Niko Mlakar (*1947), slikar samouk
- Oton Mlakar, šolnik (Ptuj)
- Peter Mlakar (*1951), filozof, pesnik, pisatelj, performer, retorik (sin Toneta Mlakarja)
- Pia Mlakar (1910—2000), baletna plesalka
- Pino Mlakar (1907—2006), baletni plesalec, koreograf, pedagog
- Primož Mlakar (*1959), strokovnjak za okoljske tehnologije
- Rudolf Mlakar (1903—?), partizan, odposlanec
- Samo Mlakar, arhitekt
- Simon Mlakar (*1954), slikar, likovni pedagog
- Slavica Mlakar (1951—2013), glasbena pedagoginja
- Sonja Mlakar (*1966), čipkarica / kljekljarica, publicistka
- Štefan Mlakar (1913—2001), antični arheolog (v hrvaški Istri)
- Tatjana Mlakar, generalna direktorica ZZZS
- Tilen Mlakar (1995), nogometaš
- Tone Mlakar (1921—2020), arhitekt, filmski scenograf, fotograf (oče Petra Mlakarja)
- Veronika Mlakar (*1935), baletna plesalka
- Vlasta Mlakar (*1968), etnobotaničarka, pravljičarka
- Zvezdana Mlakar (*1958), igralka, TV-voditeljica
- Žiga Mlakar, rokometaš

## Znani tuji nosilci priimka
- Oliver Mlakar (*1935), hrvaški novinar in TV-voditelj slovenskega rodu